# Barneck

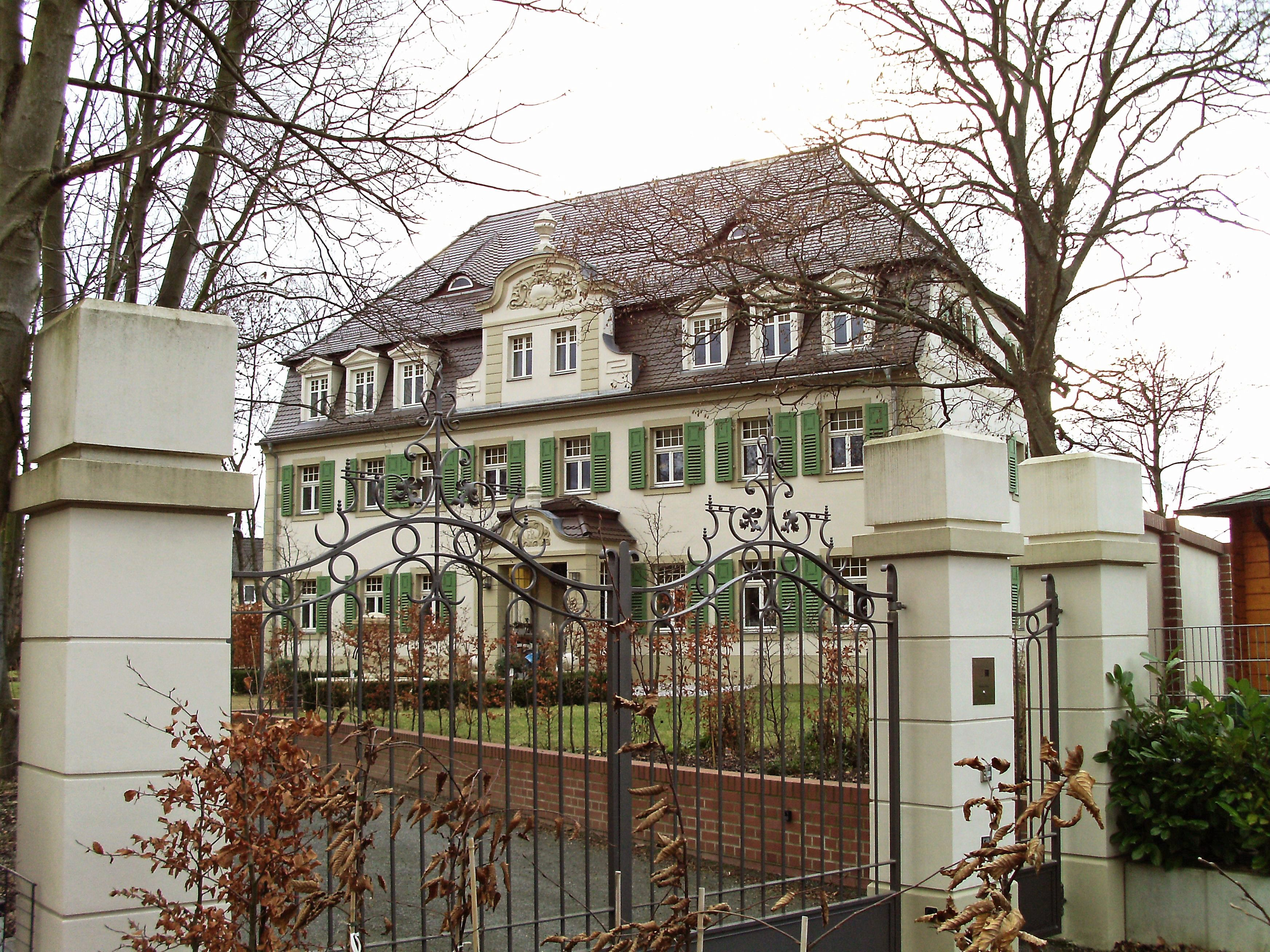
Ehemaliges Herrenhaus des Gutes

Barneck hießen ein ehemaliges Rittergut und ein Weiler westlich von Leipzig. Der Name ist auf das Wohnquartier auf dem ehemaligen Gutsgelände übergegangen. Das jetzt als Wohnhaus genutzte ehemalige Herrenhaus des Gutes steht unter Denkmalschutz.

## Lage

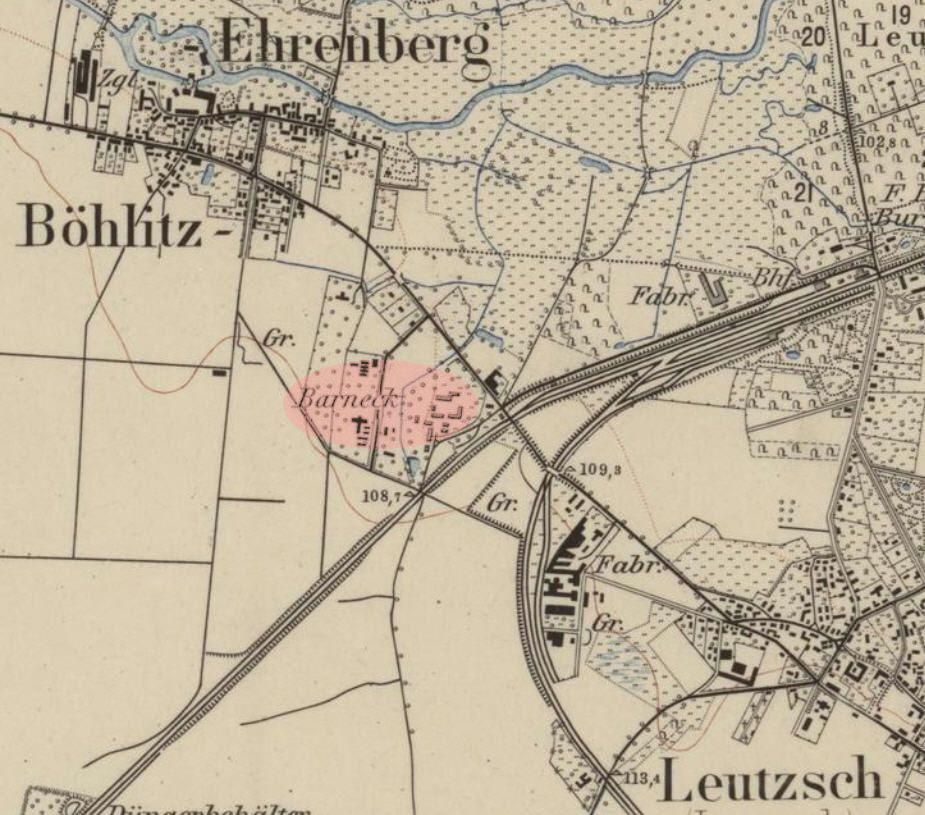
Barneck auf einer Karte von 1897

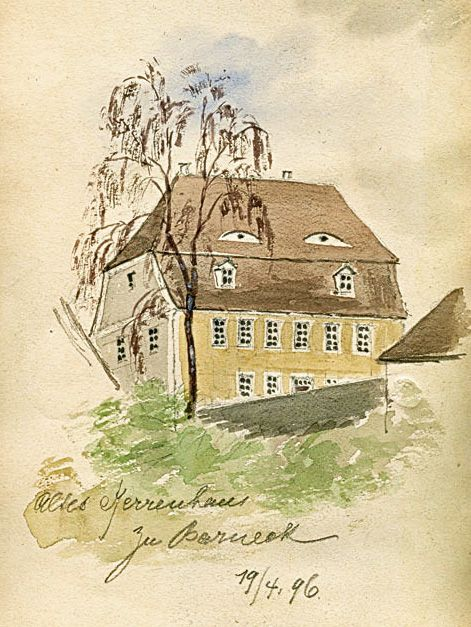
Altes Herrenhaus 1896

Das Rittergut Barneck lag auf halbem Weg zwischen Leutzsch und Böhlitz-Ehrenberg südöstlich der Verbindungsstraße und etwa fünf Kilometer vom Zentrum Leipzigs entfernt. Das heutige, in Böhlitz-Ehrenberg integrierte Wohnquartier Barneck hat durch seine Lage an der Leipziger Straße Straßenbahnverbindung zur Innenstadt von Leipzig und durch die Nähe zum S-Bahnhof Leutzsch S-Bahn-Anschluss.

## Geschichte
1285 wurde Barneck erstmals als Parnik erwähnt. Nach verschiedenen Belehnungen und Besitzern kaufte 1537 der Rat der Stadt Leipzig Barneck zusammen mit den Dörfern Leutzsch und Schönau. Um 1650 bestand Barneck aus vier Bauerngütern, von denen Johann Graf bis 1692 drei erwarb. 1766 kaufte Hofrat Johann Wilhelm Richter alle vier, vereinigte sie zu einem Gut mit einer Wirtschaftsfläche von 116 ha einschließlich Wald und Wiesen. 1786 errichtete er für das Gut ein Herrenhaus. Sein Schwiegersohn Kammerrat Heinrich Gottfried Honig geriet 1817 mit dem Gut in Konkurs. 1890 hatte das Gut mit seinen Umgebungsbauten 86 Einwohner.
Nach einigen Zwischenbesitzern kam es 1900 an die Bank für Grundbesitz. Von dieser kaufte 1907 der Gutspächter Emil Roesch das Herrenhaus, die Wirtschaftsgebäude sowie den Garten und ließ das Herrenhaus zu der heutigen Form – mit dem Monogramm ER über dem Eingang – umbauen. Im Laufe des 20. Jahrhunderts wurden die Wirtschaftsgebäude abgerissen und mit Wohnhäusern überbaut. 2008 wurde das als Wohngebäude dienende Herrenhaus saniert.
Bis 1815 gehörte Barneck zum Amt Schkeuditz, danach zum Amt Leipzig, ab 1856 zum Gerichtsamt Leipzig II und ab 1875 zur Amtshauptmannschaft Leipzig. 1908 wurde Barneck nach Böhlitz-Ehrenberg eingemeindet, mit dem es schon baulich zusammengewachsen war, und mit diesem 1999 nach Leipzig. 
1873 wurde in der Nähe von Barneck an der Bahnstrecke Leipzig–Großkorbetha ein Bahnhof eröffnet, der zunächst den Namen Barneck erhielt, bevor er 1885 in Leutzsch umbenannt wurde.